# گذرنامه کره جنوبی

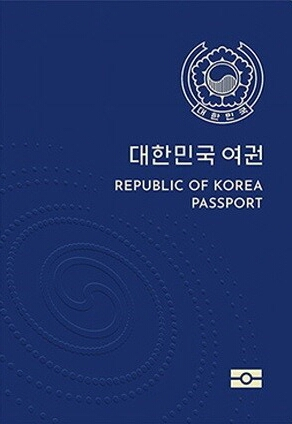
نمایی از یک‌نسخه گذرنامهٔ کره جنوبی در سال ۲۰۰۹

گذرنامهٔ کره جنوبی یک مدرک سفر بین‌المللی است که توسط کشور کره جنوبی صادر می‌شود و بنا بر داده‌های سال ۲۰۲۳، دارندگان آن می‌توانستند به ۱۹۰ کشور دیگر بدون دریافت ویزا سفر کنند یا ویزا را در بدو ورود دریافت نمایند. این گذرنامه بر اساس رتبه‌بندی شاخص گذرنامهٔ هنلی در سال ۲۰۲۳ در رتبهٔ ۳ قرار داشت.